# Legends of Chess

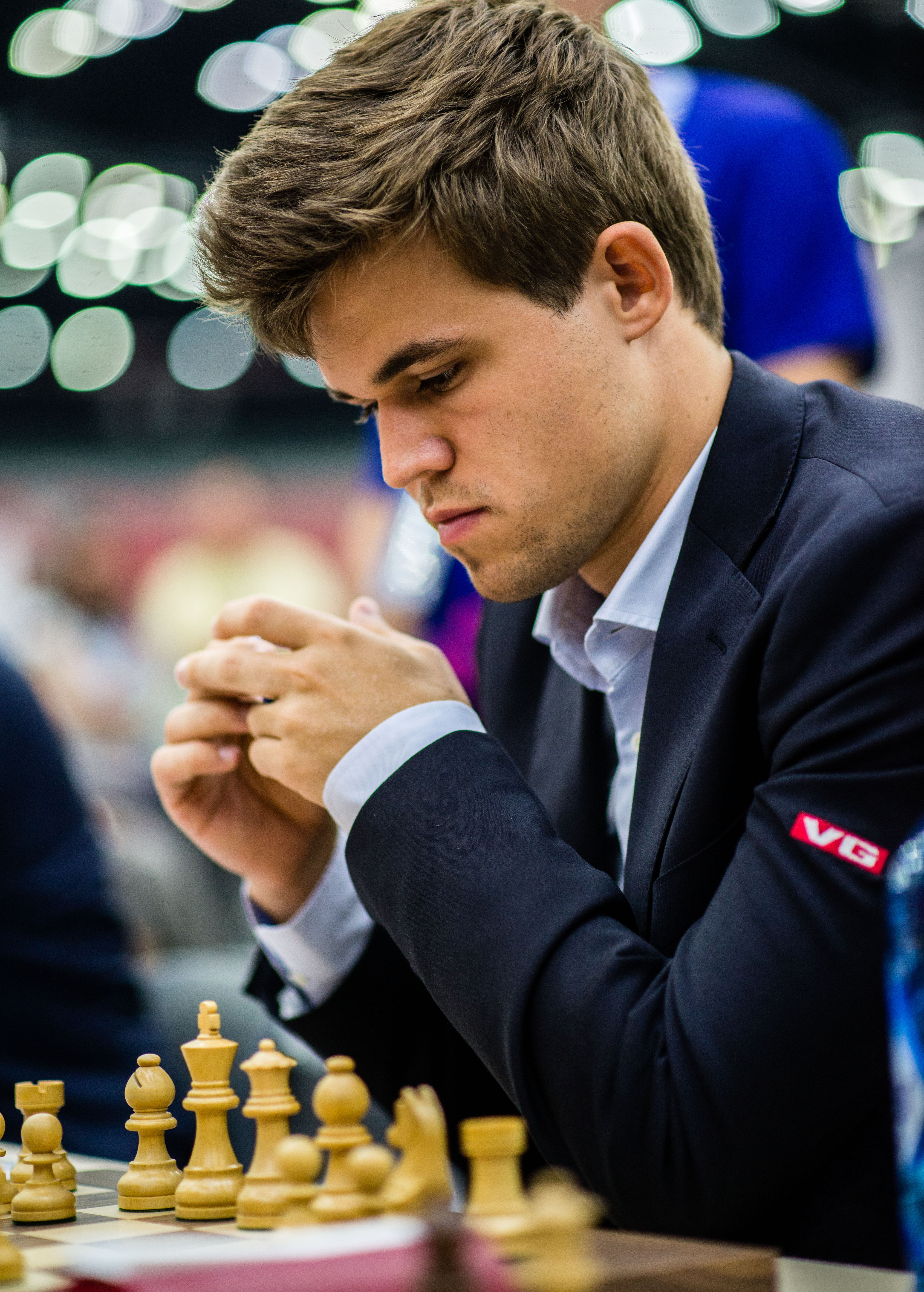
Magnus Carlsen, Initiator des Turniers

Das chess24 Legends of Chess war ein über das Internet veranstaltetes Schnellschachturnier, das vom 21. Juli bis zum 5. August 2020 stattfand. Es war das vierte Turnier der Magnus Carlsen Chess Tour. Neben dem Schachweltmeister Magnus Carlsen, der das Turnier in Zusammenarbeit mit der Schachplattform Chess24.com organisierte, nahmen seine Vorgänger Viswanathan Anand und Wladimir Kramnik sowie sieben weitere Spitzenspieler teil. Dabei haben sich die vier Halbfinalisten des Chessable Masters 2020 direkt qualifiziert und die weiteren sechs Spitzenspieler der vorangegangenen Spieler-Generationen wurden zum Turnier eingeladen. Carlsen gewann das Turnier und besiegte im Finale Jan Nepomnjaschtschi.

## Hintergrund
Aufgrund der COVID-19-Pandemie kam der Sportbetrieb weltweit größtenteils zum Erliegen, im Schachsport wurde zuletzt das Kandidatenturnier Jekaterinburg 2020 am 26. März unterbrochen. Über Schachserver wurde Schach jedoch weiterhin online gespielt, auch von zahlreichen Spielern der Weltspitze. Nach der erfolgreichen Durchführung des Magnus Carlsen Invitational 2020 wurde die Veranstaltung um drei weitere Onlineturniere erweitert und endete anschließend im Grand Final. Insgesamt ist die Turnierserie mit 1.000.000 US-Dollar Preisgeld dotiert.

## Übertragung
Das Turnier wurde im Internet unter anderem kostenlos auf Chess24.com übertragen und in zehn Sprachen kommentiert.

## Modus
Für das Turnier war ein Preisgeld von 150.000 Dollar ausgelobt, 45.000 Dollar davon erhielt der Sieger. Die Bedenkzeit betrug 15 Minuten plus 10 Sekunden pro Zug vom ersten Zug an. Remisangebote vor dem 40. Zug waren nicht erlaubt, dies galt nicht für etwaige Armageddon-Partien. Das Turnier wurde zunächst in der Vorrunde (21. Juli bis 29. Juli) als Rundenturnier (Round Robin) mit neun Runden ausgetragen, in der jeder gegen jeden spielt. Es wurden in jeder Runde vier Rapidpartien gespielt. Sollte es nach vier Partien 2:2 stehen wird eine Armageddon-Partie gespielt, bei der Weiß fünf und Schwarz vier Minuten Bedenkzeit hat und ein Remis als Sieg für Schwarz zählt. Wer ein Match nur mit Rapidpartien gewinnt bekommt drei Punkte. Wird das Match im Armageddon entschieden, bekommt der Sieger zwei und der Verlierer einen Punkt.
Nach der Vorrunde qualifizierten sich die besten vier Spieler für das Halbfinale (31. Juli bis 2. August). Dabei spielte der Erste der Vorrunde gegen den Vierten und der Zweite gegen den Dritten. Es wurden drei Mini-Matches pro Begegnung ausgetragen. Jedes Mini-Match bestand aus vier Rapid-Partien mit derselben Bedenkzeit wie in der Vorrunde. Bei einem Unentschieden wurden zwei Blitzpartien mit einer Bedenkzeit von 5 Minuten plus drei Sekunden pro Zug gespielt. Stand es dann immer noch Unentschieden wurde eine Armageddon-Partie gespielt, bei der Weiß fünf und Schwarz vier Minuten Bedenkzeit hat. Die Gewinner der Halbfinalbegegnungen spielten vom 3. August bis 5. August im gleichen Modus den Gesamtsieger aus.

## Teilnehmer
| Nr. | Name                 | Elo-Zahl Klassisch (Juli 2020) | Weltrangliste Klassisch (Juli 2020) |
| --- | -------------------- | ------------------------------ | ----------------------------------- |
| 1   | Magnus Carlsen       | 2863                           | 1                                   |
| 2   | Ding Liren           | 2791                           | 3                                   |
| 3   | Jan Nepomnjaschtschi | 2784                           | 4                                   |
| 4   | Anish Giri           | 2764                           | 10                                  |
| 5   | Viswanathan Anand    | 2753                           | 15                                  |
| 6   | Wladimir Kramnik     | 2753                           | inaktiv                             |
| 7   | Pjotr Swidler        | 2723                           | 24                                  |
| 8   | Wassyl Iwantschuk    | 2678                           | 59                                  |
| 9   | Boris Gelfand        | 2676                           | 60                                  |
| 10  | Péter Lékó           | 2663                           | 76                                  |

## Ergebnisse

### Vorrunde
Die Vorrunde findet vom 21. Juli bis 29. Juli statt.
| Runde | Spiel | Name             |    |
| ----- | ----- | ---------------- | -- |
| 1     | 1     | Kramnik          | 2  |
| 1     | 1     | Nepomnjaschtschi | 3  |
| 1     | 2     | Giri             | 1  |
| 1     | 2     | Carlsen          | 3  |
| 1     | 3     | Anand            | 1½ |
| 1     | 3     | Swidler          | 2½ |
| 1     | 4     | Lékó             | 3  |
| 1     | 4     | Iwantschuk       | 2  |
| 1     | 5     | Gelfand          | 3  |
| 1     | 5     | Ding             | 1  |
| 2     | 6     | Nepomnjaschtschi | 2½ |
| 2     | 6     | Ding             | ½  |
| 2     | 7     | Iwantschuk       | 1½ |
| 2     | 7     | Gelfand          | 2½ |
| 2     | 8     | Swidler          | 2½ |
| 2     | 8     | Lékó             | 1½ |
| 2     | 9     | Carlsen          | 2½ |
| 2     | 9     | Anand            | 1½ |
| 2     | 10    | Kramnik          | 1½ |
| 2     | 10    | Giri             | 2½ |
| 3     | 11    | Giri             | ½  |
| 3     | 11    | Nepomnjaschtschi | 2½ |
| 3     | 12    | Anand            | ½  |
| 3     | 12    | Kramnik          | 2½ |
| 3     | 13    | Lékó             | 1½ |
| 3     | 13    | Carlsen          | 2½ |
| 3     | 14    | Gelfand          | 1½ |
| 3     | 14    | Swidler          | 2½ |
| 3     | 15    | Ding             | 1½ |
| 3     | 15    | Iwantschuk       | 2½ |

| Runde | Spiel | Name             |    |
| ----- | ----- | ---------------- | -- |
| 4     | 16    | Nepomnjaschtschi | 2½ |
| 4     | 16    | Iwantschuk       | 1½ |
| 4     | 17    | Swidler          | 1½ |
| 4     | 17    | Ding             | 2½ |
| 4     | 18    | Carlsen          | 3  |
| 4     | 18    | Gelfand          | 0  |
| 4     | 19    | Kramnik          | 2½ |
| 4     | 19    | Lékó             | 1½ |
| 4     | 20    | Giri             | 3  |
| 4     | 20    | Anand            | 2  |
| 5     | 21    | Nepomnjaschtschi | 3  |
| 5     | 21    | Swidler          | 1  |
| 5     | 22    | Carlsen          | 3  |
| 5     | 22    | Iwantschuk       | 2  |
| 5     | 23    | Kramnik          | 2½ |
| 5     | 23    | Ding             | 1½ |
| 5     | 24    | Giri             | 2½ |
| 5     | 24    | Gelfand          | 1½ |
| 5     | 25    | Anand            | 2  |
| 5     | 25    | Lékó             | 3  |
| 6     | 26    | Anand            | 2  |
| 6     | 26    | Nepomnjaschtschi | 3  |
| 6     | 27    | Lékó             | 1½ |
| 6     | 27    | Giri             | 2½ |
| 6     | 28    | Gelfand          | 2  |
| 6     | 28    | Kramnik          | 3  |
| 6     | 29    | Ding             | 1½ |
| 6     | 29    | Carlsen          | 2½ |
| 6     | 30    | Iwantschuk       | 2  |
| 6     | 30    | Swidler          | 3  |

| Runde | Spiel | Name             |    |
| ----- | ----- | ---------------- | -- |
| 7     | 31    | Lékó             | 2  |
| 7     | 31    | Nepomnjaschtschi | 3  |
| 7     | 32    | Gelfand          | ½  |
| 7     | 32    | Anand            | 2½ |
| 7     | 33    | Ding             | ½  |
| 7     | 33    | Giri             | 2½ |
| 7     | 34    | Iwantschuk       | 3  |
| 7     | 34    | Kramnik          | 1  |
| 7     | 35    | Swidler          | 1½ |
| 7     | 35    | Carlsen          | 2½ |
| 8     | 36    | Nepomnjaschtschi | 2½ |
| 8     | 36    | Carlsen          | 2½ |
| 8     | 37    | Kramnik          | 1½ |
| 8     | 37    | Swidler          | 2½ |
| 8     | 38    | Giri             | 2  |
| 8     | 38    | Iwantschuk       | 3  |
| 8     | 39    | Anand            | 1½ |
| 8     | 39    | Ding             | 2½ |
| 8     | 40    | Lékó             | 2  |
| 8     | 40    | Gelfand          | 3  |
| 9     | 41    | Gelfand          | 3  |
| 9     | 41    | Nepomnjaschtschi | 2  |
| 9     | 42    | Ding             | 2½ |
| 9     | 42    | Lékó             | 1½ |
| 9     | 43    | Iwantschuk       | 2½ |
| 9     | 43    | Anand            | 2½ |
| 9     | 44    | Swidler          | 1½ |
| 9     | 44    | Giri             | 2½ |
| 9     | 45    | Carlsen          | 3  |
| 9     | 45    | Kramnik          | 1  |

| Platz | Name             | Punkte |
| ----- | ---------------- | ------ |
| 1     | Carlsen          | 25/27  |
| 2     | Nepomnjaschtschi | 20/27  |
| 3     | Giri             | 18/27  |
| 4     | Swidler          | 14/27  |
| 5     | Iwantschuk       | 13/27  |
| 6     | Kramnik          | 12/27  |
| 7     | Gelfand          | 11/27  |
| 8     | Ding             | 9/27   |
| 9     | Anand            | 7/27   |
| 10    | Lékó             | 6/27   |

### Play-offs
|  | Halbfinale 31. Juli bis 2. August 2020 | Halbfinale 31. Juli bis 2. August 2020 | Halbfinale 31. Juli bis 2. August 2020 |  |  | Finale 3. August bis 5. August 2020 | Finale 3. August bis 5. August 2020 | Finale 3. August bis 5. August 2020 |
|  |                                        |                                        |                                        |  |  |                                     |                                     |                                     |
|  |                                        |                                        |                                        |  |  |                                     |                                     |                                     |
|  | 1                                      | Carlsen                                | 2                                      |  |  |                                     |                                     |                                     |
|  | 4                                      | Swidler                                | 0                                      |  |  |                                     |                                     |                                     |
|  |                                        |                                        |                                        |  |  | HF1                                 | Carlsen                             | 2                                   |
|  |                                        |                                        |                                        |  |  | HF2                                 | Nepomnjaschtschi                    | 0                                   |
|  | 2                                      | Nepomnjaschtschi                       | 2                                      |  |  |                                     |                                     |                                     |
|  | 3                                      | Giri                                   | 1                                      |  |  |                                     |                                     |                                     |
|  |                                        |                                        |                                        |  |  |                                     |                                     |                                     |